# Iouri Gauthier
Pour les articles homonymes, voir Gauthier.
Youri Vladimirovitch Gauthier (Ю́рий Влади́мирович Готье́), né le 18 (30) juin 1873 à Moscou et mort le 17 décembre 1943 à Moscou, est un historien et académicien russe puis soviétique.

## Biographie

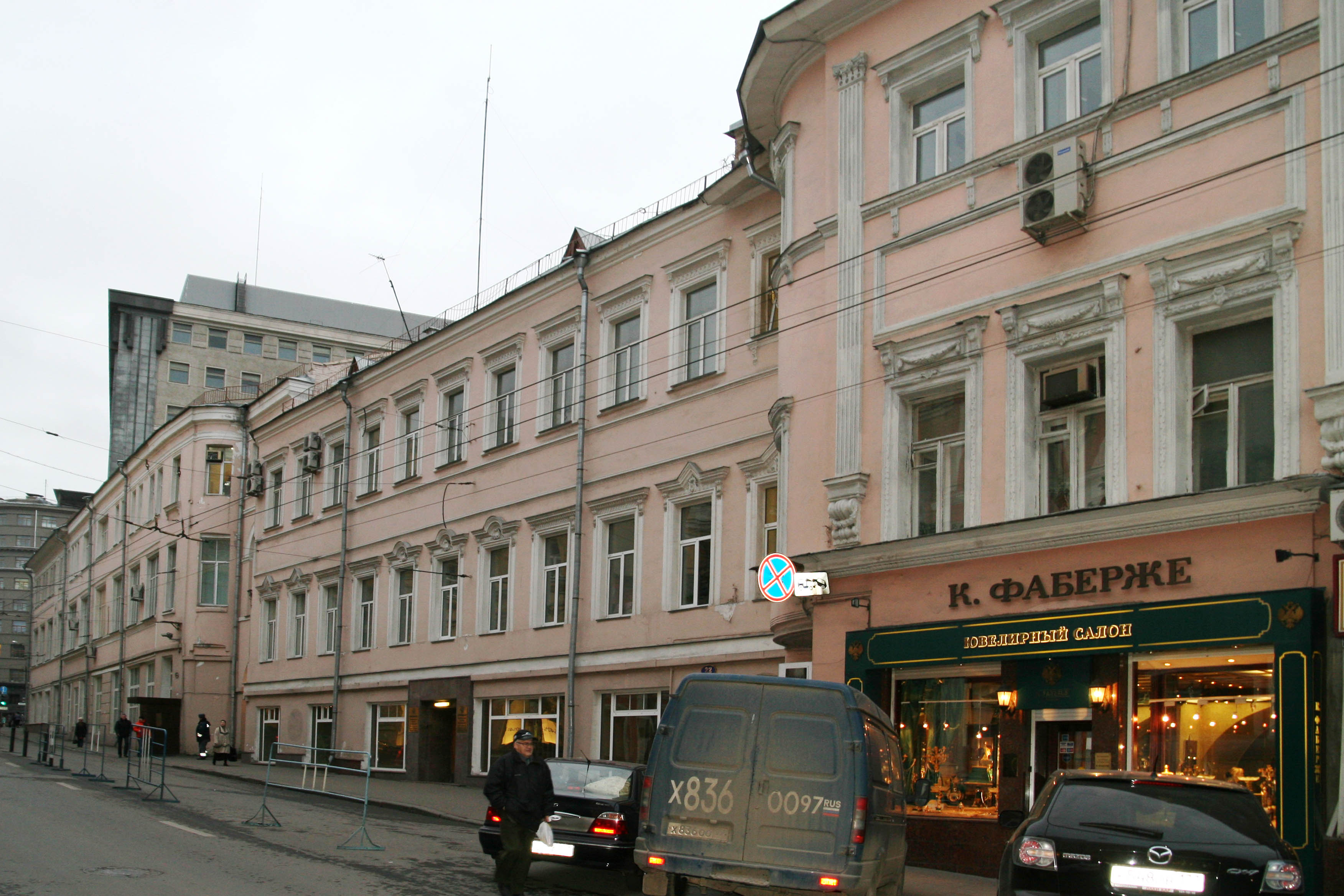
Vue de la maison de jeunesse de Gauthier au n° 20.

Youri Gauthier naît dans une famille d'origine française descendante d'un fameux libraire français installé à Moscou, où il fonde la maison d'édition Gauthier-Dufayet qui marque plusieurs générations de Moscovites, jusqu'à la révolution d'Octobre. Youri Gauthier passe sa jeunesse au Pont des Forgerons, rue du centre de Moscou derrière le théâtre Bolchoï, où se trouvaient avant la révolution les boutiques françaises à la mode. Youri Gauthier est lycéen au gymnase Kreimann, puis poursuit des études d'histoire à la faculté d'histoire et de philologie de l'université de Moscou qu'il termine en 1895. Il a notamment comme professeurs Vinogradov et le célèbre Klioutchevski.
Il commence sa carrière en tant qu'archiviste du ministère de la justice au département des antiquités russes du musée Roumiantsev tout en préparant sa thèse. En 1903, il devient privat-dozent de l'université de Moscou à la chaire d'histoire de la Russie. Il y donne des cours d'historiographie russe. Il enseigne aussi aux Cours supérieurs féminins et à l'institut Constantin, ainsi qu'à l'université municipale Chanianski. C'est en 1913 qu'il soutient sa thèse de doctorat d'État intitulée «Histoire de l'administration régionale en Russie, de Pierre le Grand à Catherine II». Il est élu professeur extraordinaire en 1915 et nommé en septembre 1917 juste à la veille de la révolution d'Octobre professeur ordinaire à la chaire d'histoire de la Russie de l'université de Moscou. Il donne aussi bien des cours d'histoire, que d'archéologie et d'archivisme.
La révolution d'Octobre et les années de guerre civile qui suivent font traverser une période tragique au pays, ce qui provoque bien sûr des répercussions à la faculté. Les départs en exil d'enseignants, la grande expulsion de professeurs en 1922, alliés à la pauvreté et à la famine (dues à la collectivisation et à l'interdiction de la propriété privée), et pour parachever le tout l'interdiction aux classes dites anciennement bourgeoises de faire accéder leurs enfants à l'enseignement supérieur bouleversent totalement l'esprit de l'enseignement à Moscou comme dans tout le pays. Lénine fait édicter une série de mesures à partir du début de l'année 1918 dans ce sens, et détermine l'orientation marxiste et révolutionnaire de l'organisation et des matières enseignées.
Cependant Gauthier parvient à échapper aux foudres du nouveau régime. Il s'était déjà montré favorable comme la plupart de ses collègues à la fin du régime impérial en février 1917, mais ensuite, il s'agit de préserver son existence et il se tient dans un silence prudent à propos des questions politiques et sociales.
Il est élu membre-correspondant de l'académie des sciences de Russie en 1922.

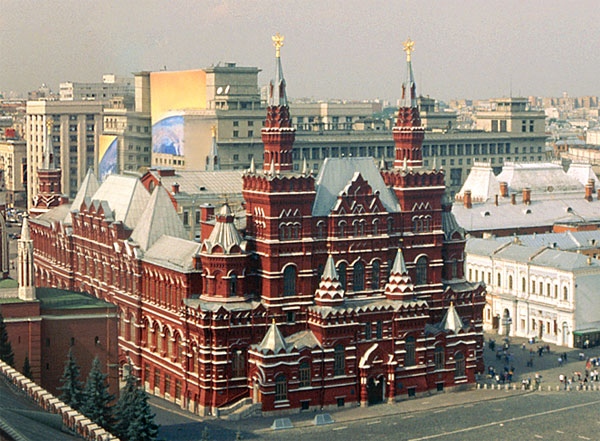
Vue du musée historique de Moscou.

Dans les années 1920, Gauthier dirige le département de l'histoire de la Russie au XVIIIe siècle du musée historique de Moscou et jusqu'à juillet 1930 il est vice-directeur du musée Roumiantsev qui se trouve alors à Moscou. En juillet 1930, l'académicien Gauthier est arrêté dans le cadre de l'affaire de l'Académie, série de procès montés de toutes pièces par le régime stalinien. Il échappe tout de même à la prison, mais il est envoyé en relégation à Samara (Kouïbytchev) avec interdiction de s'en éloigner pendant cinq ans. Mais finalement il parvient à retrouver le droit de vivre à Moscou en 1933.
Il enseigne à l'institut des archives historiques et retrouve le droit d'enseigner à l'université de Moscou en 1939. En janvier 1939, il est nommé académicien effectif de l'académie des sciences d'URSS.
Ses travaux portent essentiellement sur l'histoire de la Russie avant le XIXe siècle, souvent d'un point de vue socio-économique, avec aussi un éclairage sur l'histoire des entreprises d'État, des terres domaniales, etc. Il s'intéresse également à l'historiographie et à l'archéologie de l'Europe orientale.

## Gauthier et sonJournal
Youri Gauthier commence à tenir un Journal le 8 juillet 1917. La dernière entrée date du 23 juillet 1922. « Face au sentiment russe de la fatalité, le sentiment de responsabilité de l'historien s'est réveillé. »
Craignant pour sa sécurité, Gauthier donne son Journal à un professeur américain, Golder, qui se trouvait alors à Moscou. Après la mort de Golder, le manuscrit change de mains, jusqu'à ce qu'en 1982 un bibliothécaire américain, Kassints, le découvre. Ce Journal a été publié à Moscou et représente une source d'informations de grande valeur pour la description des événements de cette époque.

## Quelques publications
- Замосковный край в XVII веке : Опыт исследования по истории экономического быта Московской Руси [La région de Moscou au XVIIe siècle: essai de recherche historique concernant l'économie de la Moscovie]. Moscou, 1906. VIII, 603 pages. (2e éd., Moscou: Sotsekguiz, 1937. 410 pages)
- Из истории передвижений населения в XVIII веке [De l'histoire des mouvements de population au XVIIIe siècle], Moscou, 1908. 26 pages
- История областного управления в России от Петра I до Екатерины II [Histoire de la gouvernance régionale en Russie de Pierre Ier à Catherine II], Moscou, 1913—1941.
  - Tome 1 : la réforme de 1727. La division en oblasts et l'administration régionale 1727—1775, Moscou, 1913, 472 pages.
  - Tome 2 : les organes de surveillance. Administration d'urgence et temporaire. Développement de l'idée de transformation de l'administration régionale. Abolition des institutions en 1727, Moscou; Léningrad, 1941, 304 pages.
- Очерк истории землевладения в России [Essai sur la propriété foncière en Russie], Sergueï Possad, 1915, 208 pages (réédité en 2003 à Moscou avec annotations,  (ISBN 5-85209-125-1))
- Смутное время : Очерк истории революционных движений начала XVII столетия [Le Temps des Troubles: aperçu historique des mouvements révolutionnaires du début du XVIIe siècle], Moscou, 1921. 152 pages.
- Развитие техники в первобытные времена [Le Développement de la technique à l'époque préhistorique], Moscou, 1923. 58 pages.
- Очерки по истории материальной культуры Восточной Европы до основания первого русского государства [Essais historiques sur la culture matérielle de l'Europe orientale avant la fondation du premier État russe], Léningrad, 1925.
  - Tome 1 : l'Âge de pierre, l'Âge du bronze, l'Âge du fer dans le sud de la Russie, 270 pages,
  - Tome 2 : l'Âge du fer en Europe orientale, Moscou-Léningrad, 1930, 280 pages.

Gauthier tient un Journal entre 1917 et 1922 qui est publié à Moscou en 1997.

## Source
- (ru) Cet article est partiellement ou en totalité issu de l’article de Wikipédia en russe intitulé « Готье, Юрий Владимирович » (voir la liste des auteurs).